# Ralph Puckett
Ralph Puckett Jr.  (Tifton, Georgia, 8 de diciembre de 1926 - Columbus, 8 de abril de 2024) fue un militar estadounidense. Dirigió la Octava Compañía de Rangers del Ejército de los Estados Unidos durante la guerra de Corea y fue condecorado con la Cruz por Servicio Distinguido por sus acciones el 25 de noviembre de 1950, cuando su compañía de 51 Rangers fue atacada por varios cientos de soldados chinos en la batalla por la Colina 205. Más tarde sirvió en la Guerra de Vietnam y se retiró del ejército en 1971 como coronel. Tras su nombramiento el 19 de julio de 1996, fue coronel honorario del 75.º Regimiento Ranger y era solicitado con frecuencia como orador en ceremonias militares.

## Carrera militar
Sirvió en el Cuerpo de Reserva del Ejército de 1943 a 1945. En 1949 se graduó en la Academia Militar de los Estados Unidos (donde fue capitán del equipo de boxeo del Ejército), fue comisionado como subteniente de Infantería, desplegado en Japón, e inmediatamente se ofreció como voluntario para ser asignado a los Rangers. Cuando le informaron de que no había más puestos de teniente en la 8.ª Compañía de Rangers del Ejército, dijo que "aceptaría un puesto de jefe de escuadra o de fusilero"; puestos de varios grados inferiores al de teniente. El coronel McGee, encargado de formar la compañía, quedó tan impresionado por la actitud de Puckett que le dio el puesto de comandante de la compañía; un puesto normalmente reservado a los capitanes. El 11 de octubre de 1950, la Octava Compañía de Rangers del Ejército entró en la guerra de Corea, realizando incursiones tanto de día como de noche.

### Colina 205[3]
El 25 de noviembre de 1950, Puckett y su compañía capturaron y mantuvieron la colina 205, un punto estratégico con vistas al río Ch'ongch'on. Al principio, tuvieron que prepararse para un ataque desde todos los flancos, ya que la compañía de solo 51 hombres estaba a casi 2 km de la unidad amiga más cercana y era vulnerable a ser completamente rodeada. A primera hora de la tarde, Puckett había coordinado con la artillería una serie de misiones de fuego cada vez más peligrosas, con el fin de que los Rangers tuvieran apoyo artillero para ajustarse rápidamente a los nuevos ataques.
A las 10 p. m., los chinos comenzaron su ataque disparando una salva de mortero contra Puckett y sus Rangers. Seis oleadas de fuerzas chinas asaltaron la colina durante las siguientes cuatro horas y media. En varias ocasiones, Puckett se vio obligado a llamar al fuego de artillería "peligro cercano", colocando a los Rangers dentro del radio de peligro de la artillería amiga. En el transcurso de la batalla, fue herido varias veces, una de ellas por fragmentos de granada y otras dos cuando dos morteros cayeron en su agujero de zorro. Después de que sus heridas lo dejaran apenas consciente, Puckett ordenó a sus Rangers que lo dejaran atrás y abandonaran la posición. Dos de los Rangers de Puckett, los soldados de primera clase David L. Pollock y Billy G. Walls, hicieron caso omiso de sus órdenes y, en un principio, lo cargaron y, posteriormente, lo arrastraron colina abajo mientras recibían un ineficaz fuego de armas ligeras. Puckett fue evacuado médicamente de la colina y estaría hospitalizado durante un año debido a las heridas que sufrió esa noche.

### Después de Corea
Después de la guerra de Corea, Puckett sirvió más de dos años en el Departamento de Rangers de la Escuela de Infantería del Ejército de Estados Unidos como comandante de la División de Rangers de Montaña. Como primer asesor de los Rangers en la Misión del Ejército de Estados Unidos en Colombia, planificó y estableció la Escuela de Lanceros del Ejército colombiano. Más tarde, comandó equipos "B" y "C" en el 10.º Grupo de Fuerzas Especiales en Alemania.
En 1967, el entonces teniente coronel Puckett dirigió el 2.º Batallón, 502.º de Infantería (Aerotransportada) de la 101.ª División Aerotransportada en Vietnam. Se le concedió una segunda Cruz del Servicio Distinguido por su heroico liderazgo en agosto de 1967. Durante una dura defensa nocturna cerca de Chu Lai, inspiró a sus soldados, que se unieron para rechazar el ataque de los norvietnamitas. El jefe de un pelotón de fusileros que se preparaba para una "última resistencia" recordó el efecto del coronel Puckett en los soldados casi agotados: "...la noticia de la llegada del coronel Puckett corrió como un reguero de pólvora. Todos nos pusimos rígidos y sentimos que ya no podía pasar nada malo porque el Ranger estaba con nosotros".

## Jubilación
El coronel Puckett se retiró en 1971, tras 22 años de servicio activo, para convertirse en coordinador nacional de programas de Outward Bound, Inc. Posteriormente estableció el programa de desarrollo de liderazgo y trabajo en equipo Discovery, Inc. Después de varios años de liderazgo exitoso en Discovery, Inc. en Herndon, Virginia, Puckett se trasladó a Atlanta y comenzó el Programa Discovery en The Westminster Schools, que se hizo conocido a nivel nacional en la comunidad de educación de aventura. En 1984, se convirtió en vicepresidente ejecutivo de MicroBilt, Inc. una empresa de software y hardware informático. Ha seguido siendo muy activo en asuntos militares y en la Escuela de Rangers. Puckett fue el primer miembro del Salón de la Fama de los Rangers del Ejército de Estados Unidos en 1992. Fue Coronel Honorario del 75.º Regimiento Ranger de 1996 a 2006, por lo que recibió el Premio al Servicio Civil Distinguido. Habla a menudo en las graduaciones y otras funciones en Fort Benning y es instructor honorario en la Escuela de Infantería. En 1998 ingresó en la Orden de San Mauricio y fue el Ranger del Año de las Compañías de Infantería Ranger de la guerra de Corea. Ingresó en el USAF Gathering of Eagles en 1999. En 2004 fue incluido en el Muro de la Fama de Tifton, Georgia. Otros honores incluyen el nombramiento como Embajador de Buena Voluntad por el Instituto del Hemisferio Occidental para la Cooperación en Seguridad, la selección como Graduado Distinguido de la Academia Militar de los Estados Unidos en 2004, y la selección como receptor del Premio Doughboy de la Infantería en 2007. Es autor de Words for Warriors: A Professional Soldier's Notebook y de numerosos artículos para los medios de comunicación.
En abril de 2021, la Cruz de Servicio Distinguido de Puckett por sus acciones del 25 de noviembre de 1950 fue elevada a la Medalla de Honor. Recibió la condecoración de manos del presidente Joe Biden durante una ceremonia en la Casa Blanca el 21 de mayo de 2021.
Puckett vive en Columbus, Georgia, con su esposa Jean. Tienen dos hijas (Jean y Martha), un hijo (Thomas) y seis nietos.

## Homenajes
- Colonel Ralph Puckett Parkway, un tramo de las carreteras First Division y Dixie que va desde el final de la I-185 hasta Sightseeing Road en Fort Benning, fue dedicada el 8 de junio de 2012.[8]
- El Coronel Puckett da nombre a los Premios Coronel Ralph Puckett al Liderazgo: 
  - El primer premio es un concurso para identificar a un oficial subalterno del Regimiento Ranger que destaque entre sus compañeros por su actitud de asumir el mando. El concurso se extiende a lo largo de tres días y noches y consiste en diferentes pruebas de aptitud física, disparos de armas, habilidades militares, preparación de ensayos y comparecencia ante una junta de oficiales y suboficiales superiores. El ganador del premio es considerado por el Regimiento como la entrada en el concurso del Premio MacArthur de todo el Ejército.
  - El segundo premio se otorga al Oficial Graduado de Honor en el Curso de Rangers del Ejército de los Estados Unidos. El receptor de este premio se desempeña exitosamente en cada posición de liderazgo, completa el exigente Curso Ranger sin repetir ninguna fase, y fue aclamado por sus pares.
  - El tercer premio se otorga a un oficial del Curso de Carrera de Capitanes de Maniobra que haya demostrado un liderazgo excepcional y exhiba una condición física ejemplar, un alto nivel académico constante y haya servido en un puesto de liderazgo.[9]